# 詩納卡琳
詩納卡琳·珊婉（1900年10月21日—1995年7月18日），泰国王夫人，是泰国扎克里王朝宋卡親王玛希敦·阿杜德之妻，泰國兩位國王阿南塔玛希敦、普密蓬·阿杜德之母。

## 名號
其正式稱號為詩納卡琳王母殿下（泰语： 皇家轉寫：Somdet Phra Srinagarindra Boromarajajonani），通稱「王祖母」泰语： 皇家轉寫：Somdet Ya，泰國山地部族又稱她「天王母」泰语：
- 1920年9月10日-1935年3月25日：瑪希敦珊婉大城夫人 （Mom Sangwan Mahidol na Ayudhya）
- 1935年3月25日-1938年11月16日: 斯里珊婉母亲殿下 (พระราชชนนีศรีสังวาลย์)
- 1938年11月16日-1970年6月9日：斯里珊婉公主母殿下 (สมเด็จพระราชชนนีศรีสังวาลย์)
- 1970年6月9日-1995年7月18日：诗纳卡琳王母殿下 (สมเด็จพระศรีนครินทราบรมราชชนนี)

## 子女
詩納卡琳·珊婉和玛希敦·阿杜德有1女2子，即：甘拉雅妮塔娜公主，还有后来的阿南塔玛希敦、普密蓬·阿杜德。

## 紀念物
曼谷的王太妃路（音譯「波叻察春娜尼路」）即為紀念詩納卡琳而命名，1991年由泰國內政部所定。
清萊皇太后大学於1998年為紀念詩納卡琳而成立，並以清萊民众对她的尊称「天王母」（Mae Fah Luang）來命名。

## 图库

皇家标志
皇家旗帜

## 軼事
1964年9月，曾來台參訪。